# Saint-Martin-de-Commune
Saint-Martin-de-Commune ist eine französische Gemeinde mit 100 Einwohnern (Stand: 1. Januar 2022) im Département Saône-et-Loire in der Region Bourgogne-Franche-Comté (vor 2016: Burgund). Sie gehört zum Arrondissement Autun und zum Kanton Autun-2 (bis 2015: Kanton Couches).

## Geographie
Saint-Martin-de-Commune liegt etwa 13 Kilometer nordnordöstlich von Le Creusot und etwa 17 Kilometer ostsüdöstlich von Autun am Fluss Drée. Nachbargemeinden von Saint-Martin-de-Commune sind Tintry im Norden und Nordwesten, Saint-Gervais-sur-Couches im Osten und Nordosten, Dracy-lès-Couches im Osten, Couches im Süden und Südosten sowie Saint-Émiland im Süden und Westen.

## Bevölkerungsentwicklung
| Jahr                      | 1962 | 1968 | 1975 | 1982 | 1990 | 1999 | 2006 | 2013 |
| Einwohner                 | 164  | 154  | 134  | 109  | 104  | 103  | 113  | 123  |
| Quelle: Cassini und INSEE |      |      |      |      |      |      |      |      |

## Sehenswürdigkeiten
- Kirche Saint-Martin
- Schloss Digoine aus dem 14. Jahrhundert

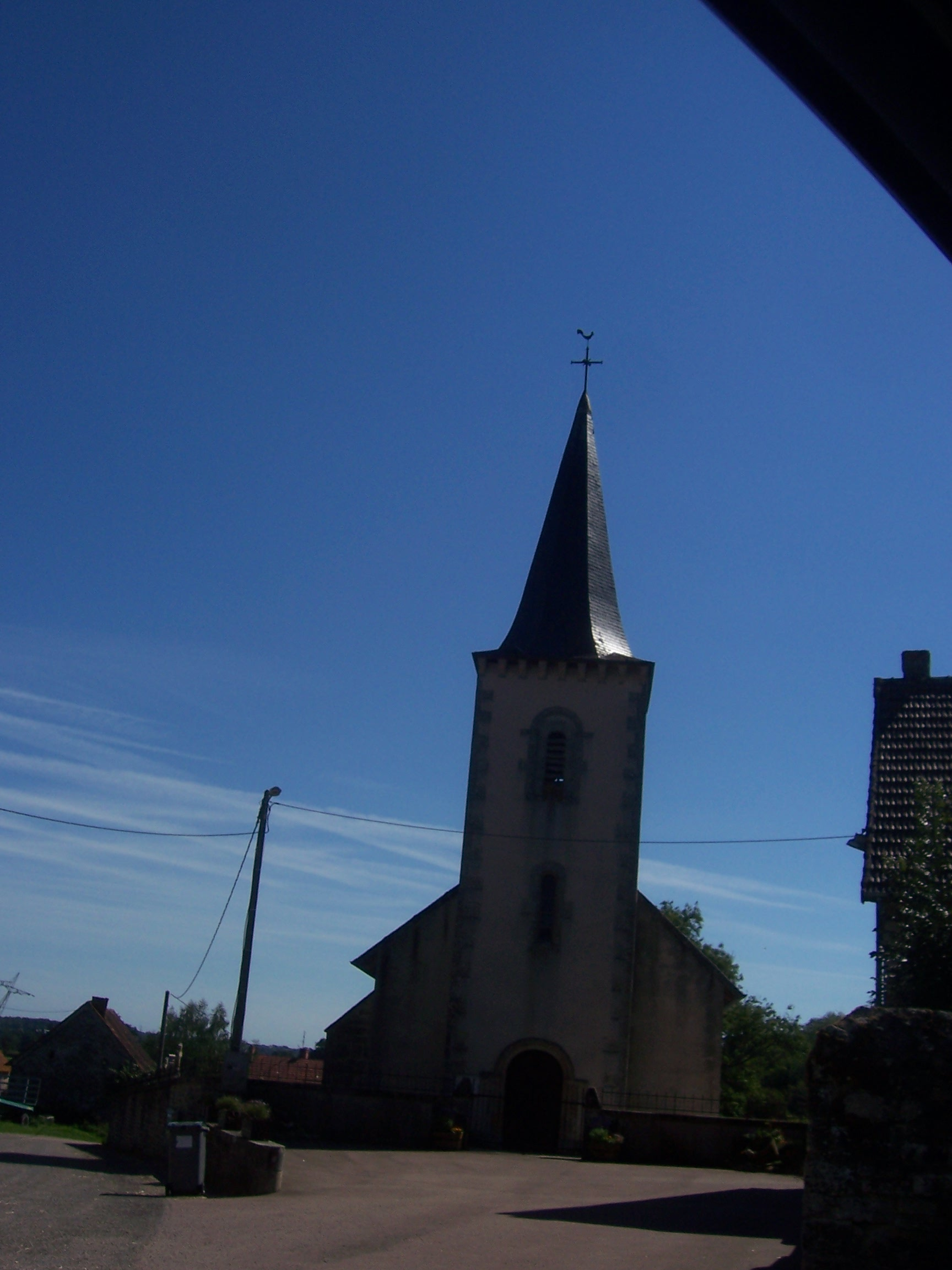
Kirche Saint-Martin

- Reste der früheren Burg